# Liste der größten Düngerhersteller
Die Liste der größten Düngerhersteller sortiert die Hersteller von Düngemitteln nach ihren Produktionskapazitäten, bzw. ihren Dollar-Umsatz.
Der Markt für Kalisalz wird von einem Oligopol aus Canpotex (Nutrien, Mosaic), Belaruskali und Uralkali dominiert.

## Nach Produktionskapazität
N = Stickstoffdünger, P = Phosphatdünger, K = Kalisalz:
| Rang | Firma         | Land               | Produktionskapazität in Mio. t pro Jahr | Produkte |
| ---- | ------------- | ------------------ | --------------------------------------- | -------- |
| 1    | Nutrien       | Kanada             | 34                                      | N, P, K  |
| 2    | Mosaic        | Vereinigte Staaten | 23                                      | N, P, K  |
| 3    | Uralkali      | Russland           | 14                                      | K        |
| 4    | Belaruskali   | Belarus            | 13,5                                    | K        |
| 5    | OCP           | Marokko            | 12                                      | P        |
| 6    | CF Industries | Vereinigte Staaten | 9,5                                     | N        |
| 7    | Yara          | Norwegen           | 9                                       | N, P     |
| 8    | Maʿaden       | Saudi-Arabien      | 5,5                                     | N, P     |
| 9    | K+S           | Deutschland        | 5,5                                     | K        |
| 10   | ICL           | Israel             | 5                                       | P, K     |